# Де Йонг, Дауве
Дув (Дауве, Доу) де Йонг (нидерл. Douwe de Jong; 12 мая 1941, Леуварден — 20 марта 2005, Гронинген) — нидерландский шашист, тренер. Де Йонг много лет был тренером национальной сборной и участвовал в организации матчей СССР — Нидерланды. Имел звание национального мастера.
С 1960 года жил в Гронингене, где сначала учился, а затем работал в Гронингенском университете. До своей смерти Де Йонг играл за шашечный клуб «Гронинген», где он был рекордным чемпионом клуба, завоевав 29 клубных титулов. В 1976 году вместе с клубом он стал чемпионом Нидерландов.
Скончался от сердечного приступа в ночь на 21 марта 2005 года, в возрасте 64 лет.